# Mihnea Moisescu
Mihnea Moisescu (n. 11 aprilie 1930, București, România) este un scriitor român de literatură științifico-fantastică.

## Lucrări (selecție)

### Cărți de literatură științifico-fantastică
- 1966 - Copiii stelelor, roman, Editura Tineretului
- 1969 - Cosmonautul de piatră, roman,  Editura Tineretului
- 1972 - Glasul din pulberea aurie, colecție de povestiri, Editura Albatros, Colecția „Fantastic Club”.
- 1975 - Întoarcere pe țărmul dispărut, colecție de povestiri, Editura Albatros
- 1976 - Comoara astronauților, colecție de povestiri, Editura Ion Creangă
- 1987 - Necunoscuta lume de lângă noi, colecție de povestiri, Editura Ion Creangă

### Cărți pentru copii și tineret
- 1961 - Aripioară de argint - Mihnea Moisescu, Ștefan Nastac, Editura Tineretului
- 1970 - Ce-o sǎ spunǎ lumea? [2]
- 1972 - Cic, inimă de Voinic
- 1973 - Sǎ ajungi om de omenie!, Editura Didacticǎ și Pedagogicǎ
- 1983 - Poveste din cetatea lucrurilor neterminate, Editura Ion Creangă [3]
- 1980 - Copiii anilor de foc, Editura Ion Creangă [4]

### Fascicule
- 1967, Numărul 308 al Colecției de Povestiri științifico-fantastice
  - Copleșitoarea amintire și
  - Alo, politia? Arestați raza albastră!, ambele de Mihnea Moisescu și Viorel Burlacu